# Antonio De Crescentiis
Antonio De Crescentiis (8 mai 1968, Pratola Peligna) est un homme politique italien, ancien président de la Province de L'Aquila.

## Biographie
En septembre 1984, il a été admis comme cadet de la classe 1984-1987 "Grifo" de la prestigieuse École militaire Nunziatella de Naples, ayant comme pairs Valerio Gildoni et Ferdinando Scala et ici il a obtenu le diplôme de l'école secondaire scientifique en juin 1987.
Le 2 octobre 2000, il a commencé à travailler pour l'Unité Sanitaire Locale d'Avezzano-Sulmona, dans la section administrative. Il a obtenu son diplôme de droit le 14 décembre 2004 à l'Université de Pérouse.

## Politique
Du 28 mai 2007 au 12 juin 2017, il a été maire de la ville de Pratola Peligna, et membre du Consiglio delle Autonomie Locali d'Abruzzo.
Le 3 mai 2015, il a été élu président de la province de l'Aquila avec 61% des voix et il a conservé cette fonction jusqu'au 12 juin 2017.